# Lothar Reidock
Lothar Reidock (* 31. Oktober 1940 in Noldau) war Fußballspieler in der DDR-Oberliga. In der höchsten Spielklasse des ostdeutschen Fußballverbandes spielte er für den SC Aufbau Magdeburg und die BSG Stahl Eisenhüttenstadt.

## Sportliche Laufbahn
Mit zehn Jahren begann Reidock bei der Betriebssportgemeinschaft (BSG) Traktor im Bördedorf Irxleben nahe Magdeburg erstmals organisiert Fußball zu spielen. Über die Sportgemeinschaften Aufbau Börde Magdeburg und Dynamo Oschersleben kam er Anfang 1960 zum regionalen Spitzenklub SC Aufbau Magdeburg. Er war Teil des Konzepts des Magdeburger Trainers Fritz Wittenbecher, die in die Oberliga aufgestiegene Mannschaft mit jungen Talenten aufzufrischen. Zusammen mit dem 18-jährigen Reidock kamen unter anderen noch die späteren Stützen der Magdeburger Joachim Walter (19) und Wolfgang Blochwitz (19) neu in die Mannschaft.
Zunächst hatte es den Anschein, als würde es Reidock gelingen, beim SC Aufbau Fuß zu fassen. In seinen ersten beiden Spielzeiten absolvierte er als defensiver Spieler 38 der 65 ausgetragenen Oberligapunktspiele. In der Saison 1962/63 wurde er jedoch nur noch einmal am 8. Spieltag eingesetzt. Nach Abschluss der Hinrunde wurde Reidock zur BSG Turbine Magdeburg ausdelegiert, dessen Fußballmannschaft als Neuling in der zweitklassigen DDR-Liga spielte. Bei Turbine Magdeburg blieb Reidock eineinhalb Jahre.
Zu Beginn der Saison 1964/65 wechselte Reidock zum DDR-Ligisten Stahl Eisenhüttenstadt. Beim Trägerbetrieb Eisenhüttenkombinat Ost wurde er als Gasmeister angestellt. Als Stahl 1968/69 die Saison als Aufsteiger in die Oberliga beendete, gehörte Reidock nicht zum Aufgebot der 1. Mannschaft. In der Oberliga startete er mit Eisenhüttenstadt am 6. Spieltag als Innenverteidiger. Später wurde er meist als Libero eingesetzt, absolvierte aber insgesamt nur zwölf Erstligaspiele. Nach dem Abstieg aus der Oberliga wurde die BSG Stahl anschließend wegen Verstoßes gegen die Verbandsstatuten in die Bezirksliga Frankfurt zurückgestuft, sodass Reidock für ein Jahr in der Drittklassigkeit spielen musste. Nach dem Aufstieg spielte er bis 1973 für Eisenhüttenstadt noch in der DDR-Liga, danach beendete er seine Laufbahn als Leistungssportler. Von 1973 bis 1976 übernahm Reidock, der in der Sportschule Blankenburg ein Sportlehrer-Fachschulstudium absolviert hatte, das Training der Eisenhüttenstädter DDR-Ligamannschaft.